# Andonville
Andonville – miejscowość i gmina we Francji, w Regionie Centralnym, w departamencie Loiret.
Według danych na rok 1990 gminę zamieszkiwało 175 osób, a gęstość zaludnienia wynosiła 15 osób/km² (wśród 1842 gmin Regionu Centralnego Andonville plasuje się na 963. miejscu pod względem liczby ludności, natomiast pod względem powierzchni na miejscu 1058.).